# Tony van Diepenbrugge
Luitenant-generaal J.A. (Tony) van Diepenbrugge (Breda, 8 mei 1951) is een cavalerieofficier buiten dienst (b.d.) van de Nederlandse Koninklijke Landmacht. Hij diende in Libanon en Bosnië-Herzegovina en was commandant van het Eerste Duits-Nederlandse Legerkorps.

## Biografie
Van Diepenbrugge werd in 1951 geboren in Breda. Zijn vader was een officier in het Nederlandse leger en zijn moeder kwam uit Engeland. Op zijn tiende verhuisde hij met zijn familie naar Amersfoort, waar hij zijn middelbare school volgde. In 1969 slaagde hij en ging naar de Koninklijke Militaire Academie te Breda. In 1973 rondde hij deze opleiding af en werd officier bij het wapen der cavalerie.
Op 1 juni 2005 werd Van Diepenbrugge bevorderd tot luitenant-generaal en kreeg het bevel over het Eerste Duits-Nederlandse Legerkorps. Hij bleef in deze functie tot 1 juli 2008 toen hij met pensioen ging.
Na zijn pensioen werd Van Diepenbrugge actief in de lokale politiek van zijn thuisgemeente Epe. In 2010 was hij voor de VVD kandidaat voor de gemeenteraad.

## Privé
Van Diepenbrugge is getrouwd en heeft een vrouw en twee kinderen.

## Onderscheidingen
- Ereteken voor Verdienste
- Herinneringsmedaille VN-Vredesoperaties
- Herinneringsmedaille Multinationale Vredesoperaties
- Herinneringsmedaille Vredesoperaties
- Onderscheidingsteken voor Langdurige Dienst als officier
- Inhuldigingsmedaille 1980
- Landmachtmedaille
- Kruis voor betoonde marsvaardigheid
- Nationale Sportmedaille NOC*NSF
- Nationale Vijfkampkruis NOC*NSF
- Kruis van de KVNRO
- VN-Medaille (UNIFIL)